# Trochetiopsis erythroxylon
Trochetiopsis erythroxylon är en malvaväxtart som först beskrevs av Forst. f., och fick sitt nu gällande namn av W. Marais. Trochetiopsis erythroxylon ingår i släktet Trochetiopsis och familjen malvaväxter. Inga underarter finns listade i Catalogue of Life.
Växten är utbildad som ett litet träd med en höjd upp till 6 meter. Hybrider med andra arter av samma släkte når 3 meters höjd. Trädet har brun bark och gröna blad med en mjuk ovansida. Äldre blad blir gula och fläckiga innan de faller av. Artens blommor liknar en trumpet i formen. De är i början vita och blir senare rosa och till slut röda. Växtens håriga frukter innehåller 3 till 5 frön.
Trädet var endemisk på Sankta Helena. Det var vanligt när det Brittiska ostindiska kompaniet 1659 nådde ön. Träet användes som virke och barken för garvning av läder. Vid slutet av 1800-talet fann endast två ursprungliga träd kvar. Populationen blev ersatt av introducerade växter.
Trochetiopsis erythroxylon var ursprunglig i kulliga regioner mellan 550 och 750 meter över havet. Odlade exemplar i botaniska trädgårdar blir upp till 20 år gamla. Antagligen skedde blomningen under hela året. Pollineringen sker av insekter som besöker blommorna på grund av blommans nektar och pollen. Växtens frön spreds troligtvis av fåglar. Den håriga frukten är ett bra skydd mot husmus.
Skalbaggen Otiorhynchus sulcatus är en parasit på trädet. Uppskattningsvis fanns året 2000 ungefär 60 exemplar i botaniska trädgårdar. IUCN listar arten som utdöd i vilt tillstånd (EW).